# George Meyer
George Meyer, (desc. - desc.) foi um ginasta que competiu em provas de ginástica artística pelos Estados Unidos.
Meyer ingressou no ginásio Central Turnverein para disputar os Jogos de St. Louis, nos quais conquistou uma medalha olímpica. Em sua única participação em Olimpíadas, disputou a prova coletiva, na qual, ao lado dos companheiros Charles Krause, Edward Siegler, John Duha, Philipp Schuster e Robert Maysack, conquistou a medalha de bronze, após ser superado pelas equipes Philadelphia Turngemeinde, de Anton Heida, e New York Turnverein, de Otto Steffen.